# Haleathiguppe, Krishnarajpet
Haleathiguppe là một làng thuộc tehsil Krishnarajpet, huyện Mandya, bang Karnataka, Ấn Độ.